# Oberbuchholz
Oberbuchholz ist ein ehemaliger Ortsteil von Hennef (Sieg). Sein Gegenstück Niederbuchholz liegt auf dem Gebiet der Stadt Königswinter.

## Lage
Der Weiler liegt in einer Höhe von 200 Metern über N.N. im Pleiser Ländchen.

## Geschichte
1910 gab es in Oberbuchholz die Haushalte Schuster Matthias Klein sowie die Ackerer Josef Köchner, Josef Schneider und Peter Strobel. Damals gehörte der Ort zur Gemeinde Geistingen.